# Marjolijn Verspoor
Marjolijn Verspoor (Leiden, 1952. március 11. –) holland nyelvész. Az angol nyelv és az angol mint második nyelv professzora a hollandiai Groningeni Egyetemen. Közismert a komplex dinamikus rendszerek elméletével és a dinamikus rendszerek elméletének a második nyelv fejlődésének tanulmányozására irányuló munkájáról. Érdeklődése kiterjed a második nyelv írása iránt is. 
A "Dinamikus Rendszerek Holland Iskola" egyik tagja. De Bot, van Geert és Lowie-vel együtt javasolták az idősorok adatainak alkalmazását a második nyelv fejlődésének a tanulmányozására. 

## Karrier

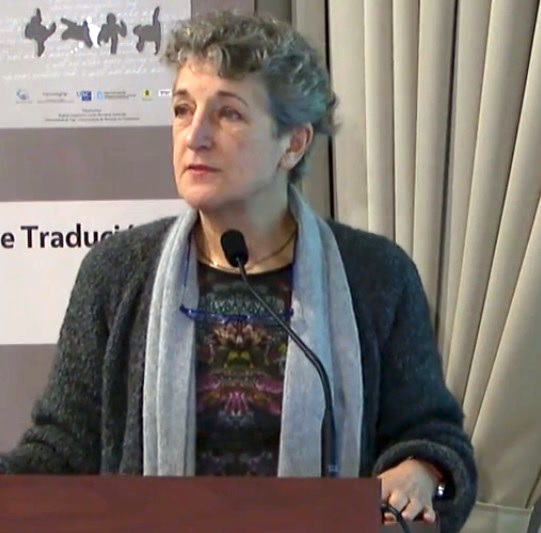
Verspoor a Vigo Egyetemen

Verspoor a Leideni Egyetemen szerzett doktori címet 1990-ben. Dolgozatának címe a Semantic Criteria in Complement Selection volt[forrás?]. Verspoor folyóiratcikkeket publikált, és több könyvet szerkesztett a nyelvészet különféle területeiről, ideértve a második nyelv fejlődését, a kétnyelvű oktatás hatásait, a második nyelv fejlődésével kapcsolatos kognitív betekintés hatásait. 1973-ban Verspoort kinevezték kutató asszisztensnek és tanársegédnek német nyelvből az Egyesült Államok Louisiana Állami Egyeteme német tanszékén. 1976-ban kinevezték a német, francia és angol oktatónak mint második nyelv az idegen nyelvek tanszékén az északkeleti Louisiana Egyetemen. 1989-ben az Egyesült Államok Missouri Egyetem angol tanszékének állandó professzora lett, ahol az „Akadémiai angol nyelv a nemzetközi hallgatóknak” program koordinátora is volt. 1991 és 1994 között a Rijksuniversiteit Groningen angol osztályának oktatója volt. 1995 és 2005 között kinevezték az Országos Angol nyelvvizsga bizottság elnökévé. Később a nemzeti angol vizsga tartalmáért volt felelős. 1994 óta egyetemi tanár a Groningeni Egyetem angol tanszékén. 2005 és 2009 között kinevezték az Alkalmazott nyelvészet-angol nyelvtanítás idegen nyelvként tanári tanácsadójának és koordinátorának. 
2009-ben a Groningeni Egyetem legjobb előadójának díjra jelölték.
Kees de Bot és Rosa Manchón mellett az Alkalmazott Nyelvészet Nemzetközi Szövetségének Szolidaritási Díj Bizottsága tagja.
2016-ban ő volt az egyik meghívott előadó a EUROSLA26 konferencián amelyet a Jyväskylä-i Egyetemen, Finnországban tartottak.

## Munkásság
Verspoor megjelentek cikkei olyan folyóiratokban, mint az Applied Lingusitics, Journal of Second Language Writing, Modern Language Journal, Nyelvtanítási Kutatás és Language Learning.
2004-ben de Bot-tal és Lowie-vel együtt publikáltak egy cikket a második nyelv fejlődéséről, amelyben a dinamikus rendszerek elméletét alkalmazta a második nyelv írás fejlődésének tanulmányozására. Ez volt az első olyan cikk, amelyben az idősorok adatait felhasználták a második nyelvírás fejlődésének tanulmányozására.

## Bibliográfia

### Könyvek
- Lexical and Syntactical Constructions and the Construction of Meaning (1997)[9]
- Cognitive Exploration of Language and Linguistics (1998)[10]
- Explorations in Linguistic Relativity (2000)[11]
- Second Language Acquisition: An Advanced Resource Book (2005)[12]
- A Dynamic Approach to Second Language Development. Methods and Techniques (2011)[13] [14]

### Cikkek
- Verspoor M., & Lowie W. (2003). Making sense of polysemous words. Language Learning, 53(3), 547-586.
- De Bot K., Verspoor M., & Lowie W. (2005). Dynamic Systems Theory and Applied Linguistics: the ultimate “so what”? International Journal of Applied Linguistics, 15(1), 116-118.
- De Bot K., Lowie W., & Verspoor M. (2007). A dynamic view as a complementary perspective. Bilingualism: Language and Cognition, 10(1), 51-55.
- De Bot K., Lowie W., & Verspoor M. (2007). A dynamic systems theory approach to second language acquisition. Bilingualism: Language and Cognition, 10(1), 7-21.
- Verspoor M., Lowie M., & van Dijk M. (2008). Variability in second language development from a dynamic systems perspective. The Modern Language Journal, 92(2), 214-231.
- Spoelman M., & Verspoor M. (2010). Dynamic patterns in development of accuracy and complexity: A longitudinal case study in the acquisition of Finnish. Applied Linguistics, 31(4), 532-553. doi:
- Verspoor, M. H. (2012). Symposium: Dynamic systems/Complexity theory as a new approach to second language development. Language Teaching, 45(4), 553 – 534.
- Rousse-Malpat, A., & Verspoor, M. (2012). Measuring effectiveness in Focus on Form versus Focus on Meaning. Dutch Journal of Applied Linguistics, 1(2), 263-276. doi:
- Smiskova, H., Verspoor, M. H., & Lowie, W. M. (2012). Conventionalized ways of saying things (CWOSTs) and L2 development. Dutch Journal of Applied Linguistics, 1(1), 125 – 142.
- de Bot, K., Chan, B., Lowie, W. M., Plat, R., & Verspoor, M. H. (2012). A dynamic perspective on language processing and development. Dutch Journal of Applied Linguistics, 1(2), 188-218.
- Verspoor M., Schmid M. S., & Xu X. (2012). A dynamic usage based perspective on L2 writing. Journal of Second Language Writing, 21(3), 239-263. doi:
- Chan, H., Verspoor, M., & Vahtrick, L. (2015). Dynamic Development in Speaking Versus Writing in Identical Twins. Language Learning, 65(2), 298-325 . doi:
- Lowie W., & Verspoor M. (2015). Variability and variation in second language acquisition orders: A dynamic reevaluation. Language Learning, 65(1), 63-88. doi:
- Hou, J., Verspoor, M., & Loerts, H. (2016). An exploratory study into the dynamics of Chinese L2 writing development. Dutch Journal of Applied Linguistics, 5(1), 65-96.
- Verspoor, M., Lowie, W., Chan, H., & Vahtrick, L. (2017). Linguistic complexity in second language development: variability and variation at advanced stages. Recherches en didactique des langues et des culture. Les cahiers de l'Acedle, 14(1). doi:
- Lesonen, S., Suni, M., Steinkrauss, R., & Verspoor, M. (2017). From conceptualization to constructions in Finnish as an L2: a case study. Pragmatics and Cognition, 24(2), 212-262. doi:
- Lowie, W., van Dijk, M., Chan, H., & Verspoor, M. (2017). Finding the key to successful L2 learning in groups and individuals. Studies in Second Language Learning and Teaching, 7(1), 127-148.
- Dale, L., Ron, O., & Verspoor, M. (2018). Searching for identity and focus: towards an analytical framework for language teachers in bilingual education. International Journal of Bilingual Education and Bilingualism, 21(3), 366-383.
- Hou, J., Loerts, H., & Verspoor, M. (2018). Exploring attitude and test-driven motivation towards English at Chinese universities. International Journal of Language Studies, 12(1), 37-60.
- Hou, J., Loerts, H., & Verspoor, M. (2018). Chunk use and development in advanced Chinese L2 learners of English. Language Teaching Research, 22(2), 148-168. doi:
- Dale, L., Oostdam, R., & Verspoor, M. (2018). Juggling ideals and constraints The position of English teachers in CLIL contexts. Dutch Journal of Applied Linguistics, 7(2), 177-202. doi:
- Lowie, W. M., & Verspoor, M. H. (2019). Individual Differences and the Ergodicity Problem. Language Learning, 69(S1), 184-206. doi:

## Fordítás
- Ez a szócikk részben vagy egészben  a   Marjolijn Verspoor című angol Wikipédia-szócikk ezen változatának fordításán alapul.  Az eredeti cikk szerkesztőit annak laptörténete sorolja fel. Ez a jelzés csupán a megfogalmazás eredetét és a szerzői jogokat jelzi, nem szolgál a cikkben szereplő információk forrásmegjelöléseként.